# 美国太平洋空军
太平洋空军（Pacific Air Forces，簡稱PACAF） 是美国空军的一个一级司令部，同时担负美国印太司令部的空军职能，总部位于夏威夷珍珠港-希卡姆联合基地，是美国空军两个海外一级司令部之一，另一个是美國駐歐非空軍，是历史非常悠久的司令部，迄今已有60多年，并曾多次参战。
太平洋空军的辖区是整个亚太地区，东起美国西海岸，西至非洲东海岸和阿拉伯半岛，覆盖约半个地球，包括日本、韩国、夏威夷、阿拉斯加、关岛和台湾等约44个国家和地区，辖区内生活着20亿民众。太平洋空军拥有约45,000名空军人员，共有4支编号航空队、9个主基地和近375架各式战机。

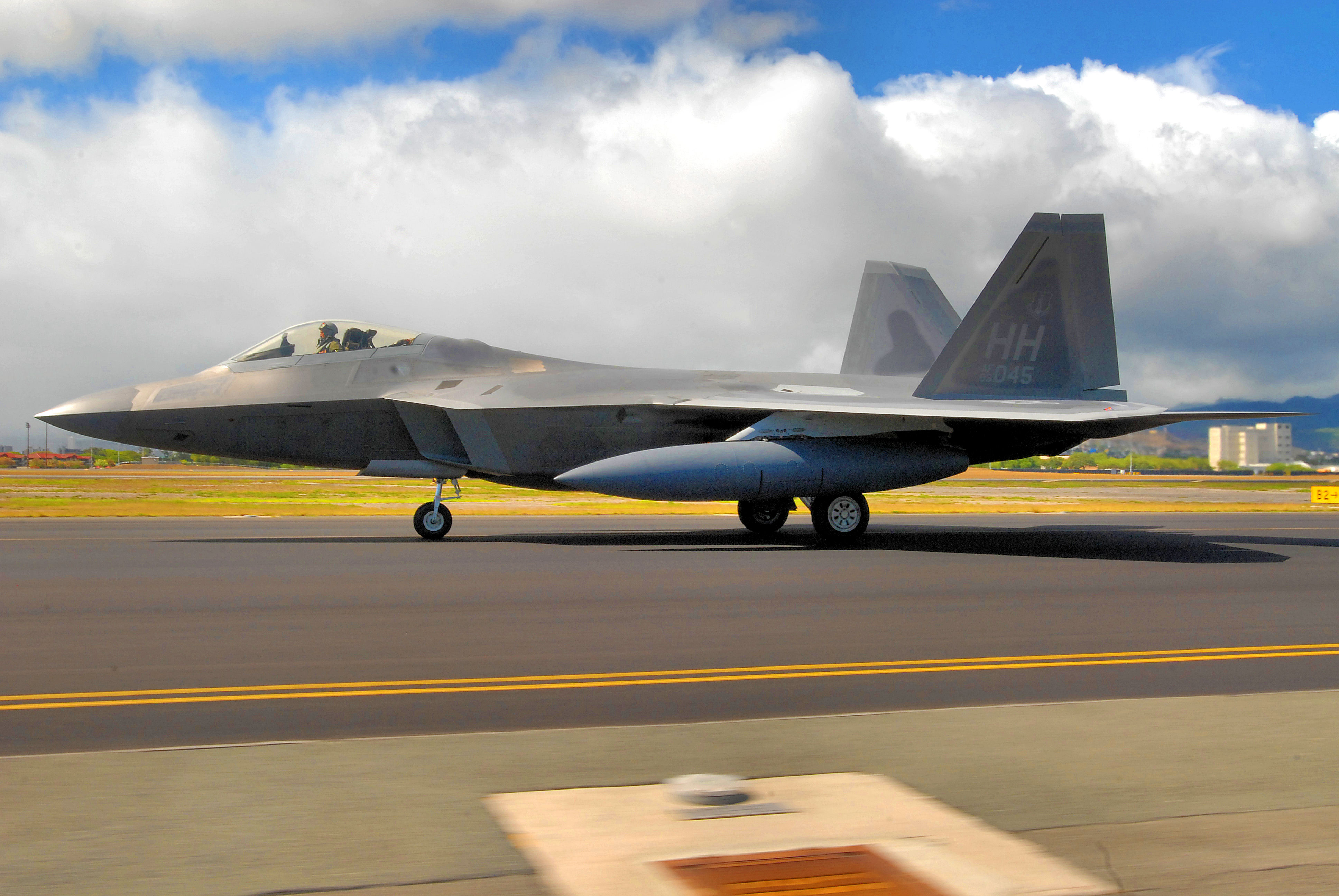
於夏威夷珍珠港-希卡姆聯合基地的F-22A

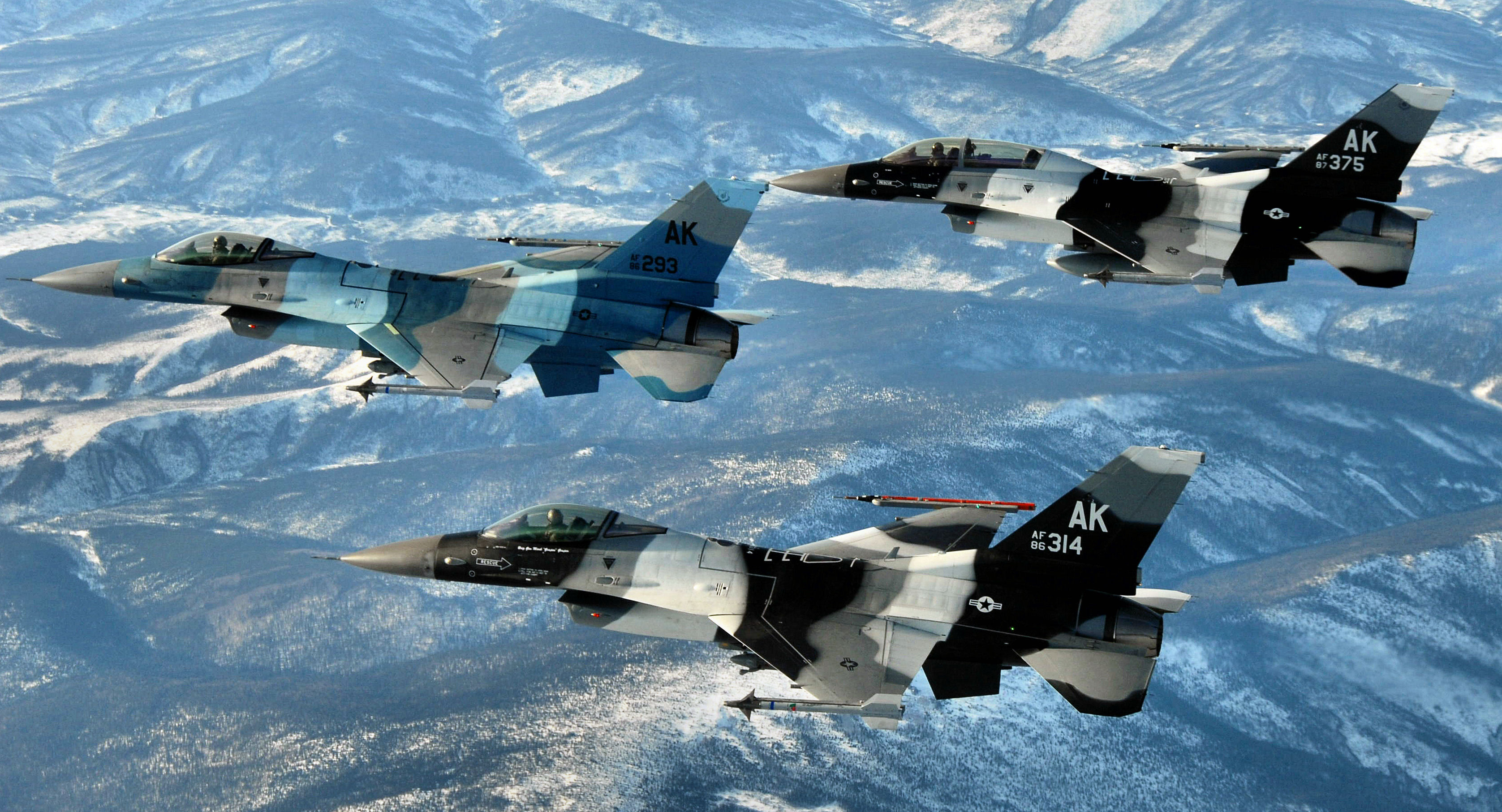
於阿拉斯加艾爾森空軍基地的F-16C/D

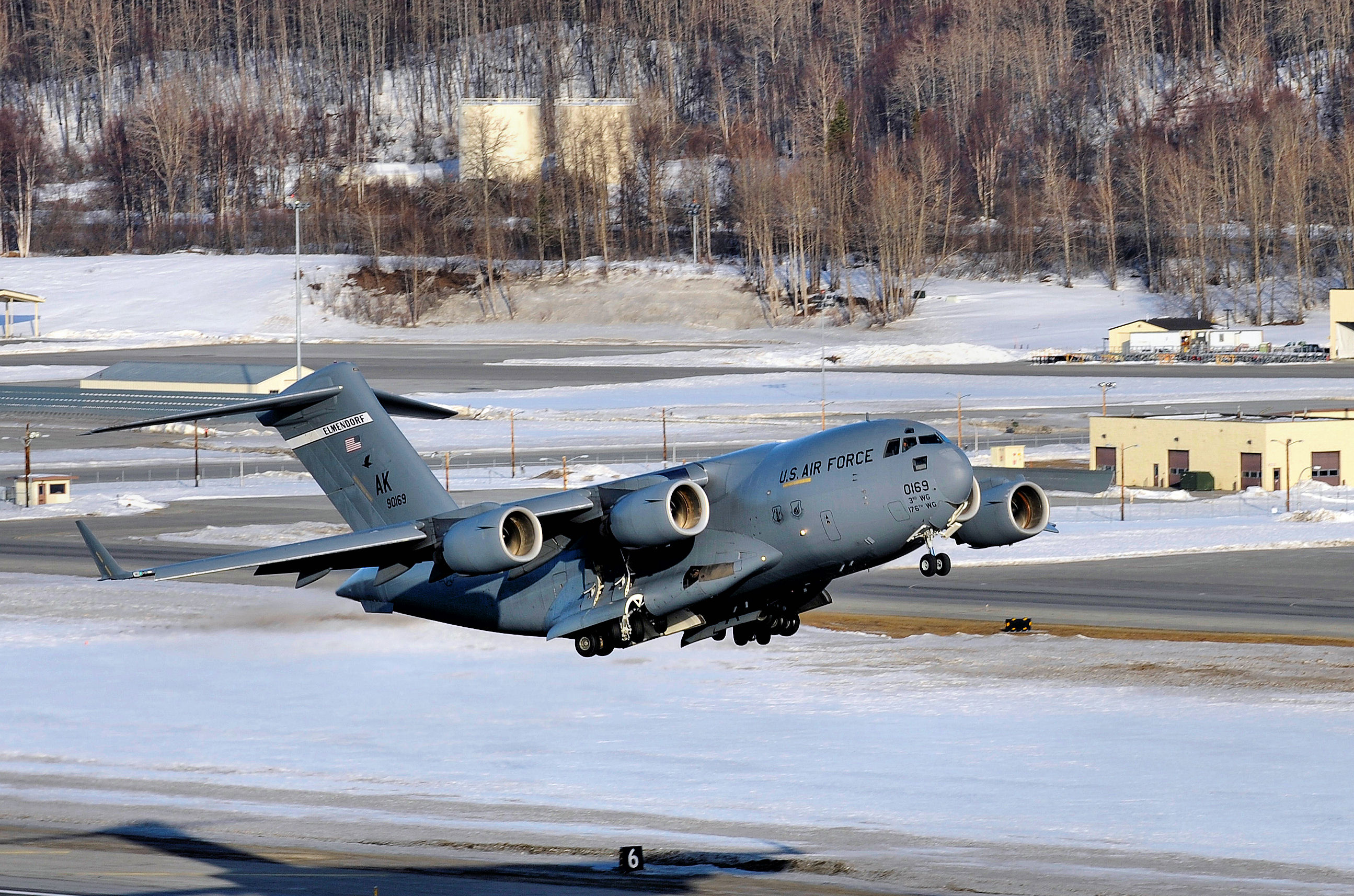
於阿拉斯加艾爾森空軍基地起飛的C-17

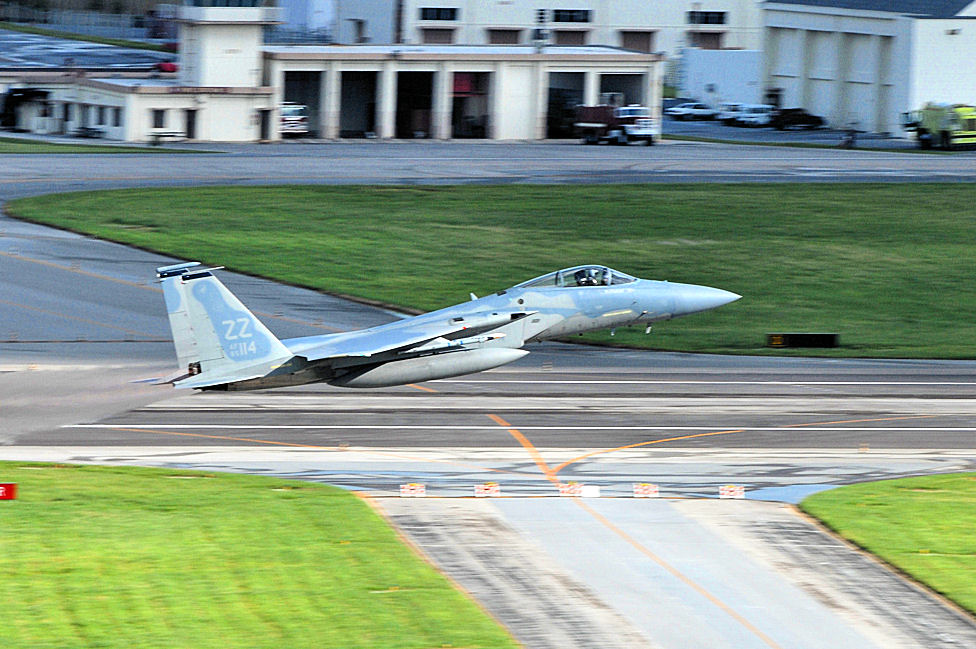
於日本嘉手納空軍基地升空的F-15C

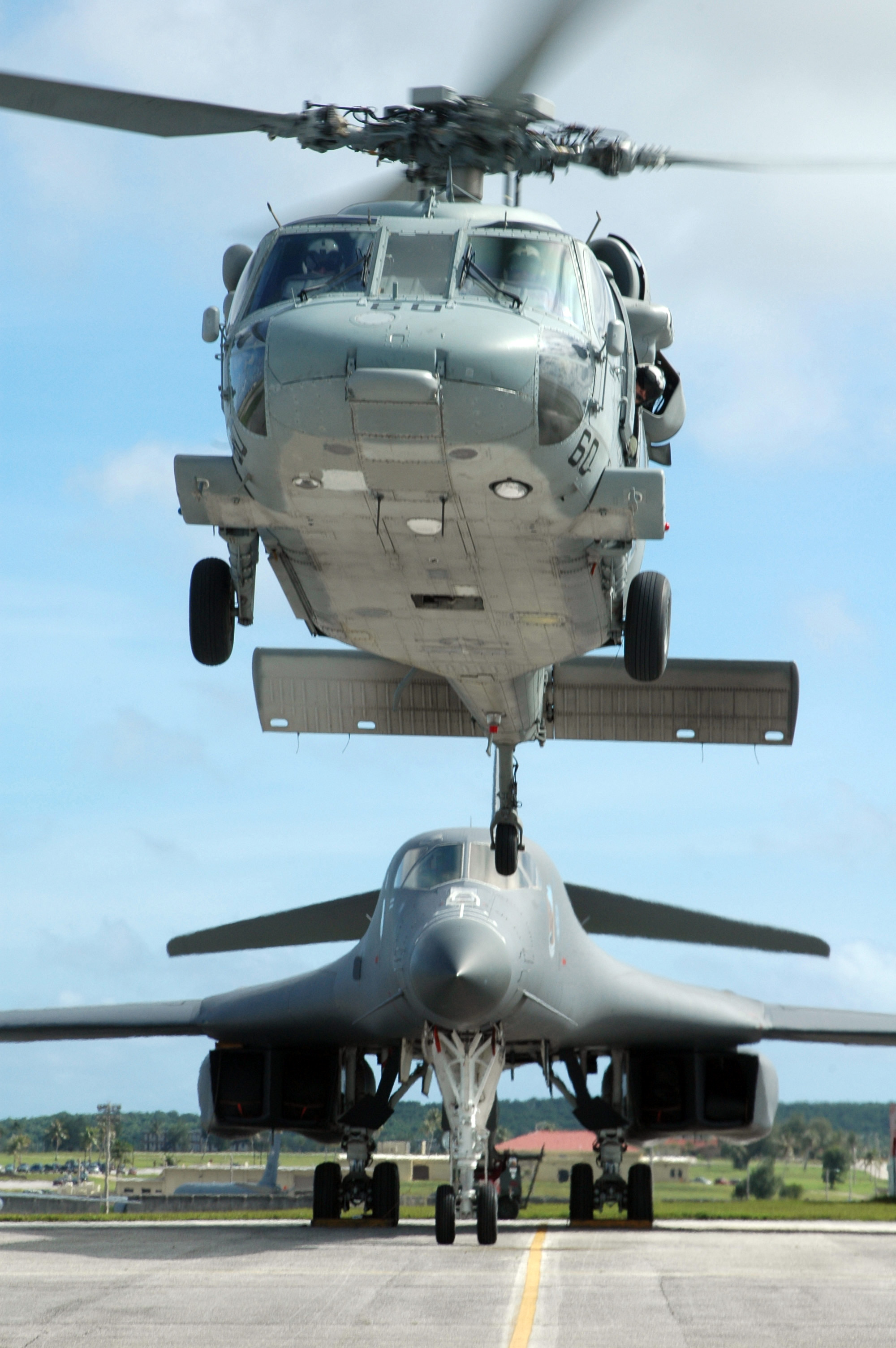
關島 安德森空軍基地的B-1與MH-60S海鷹

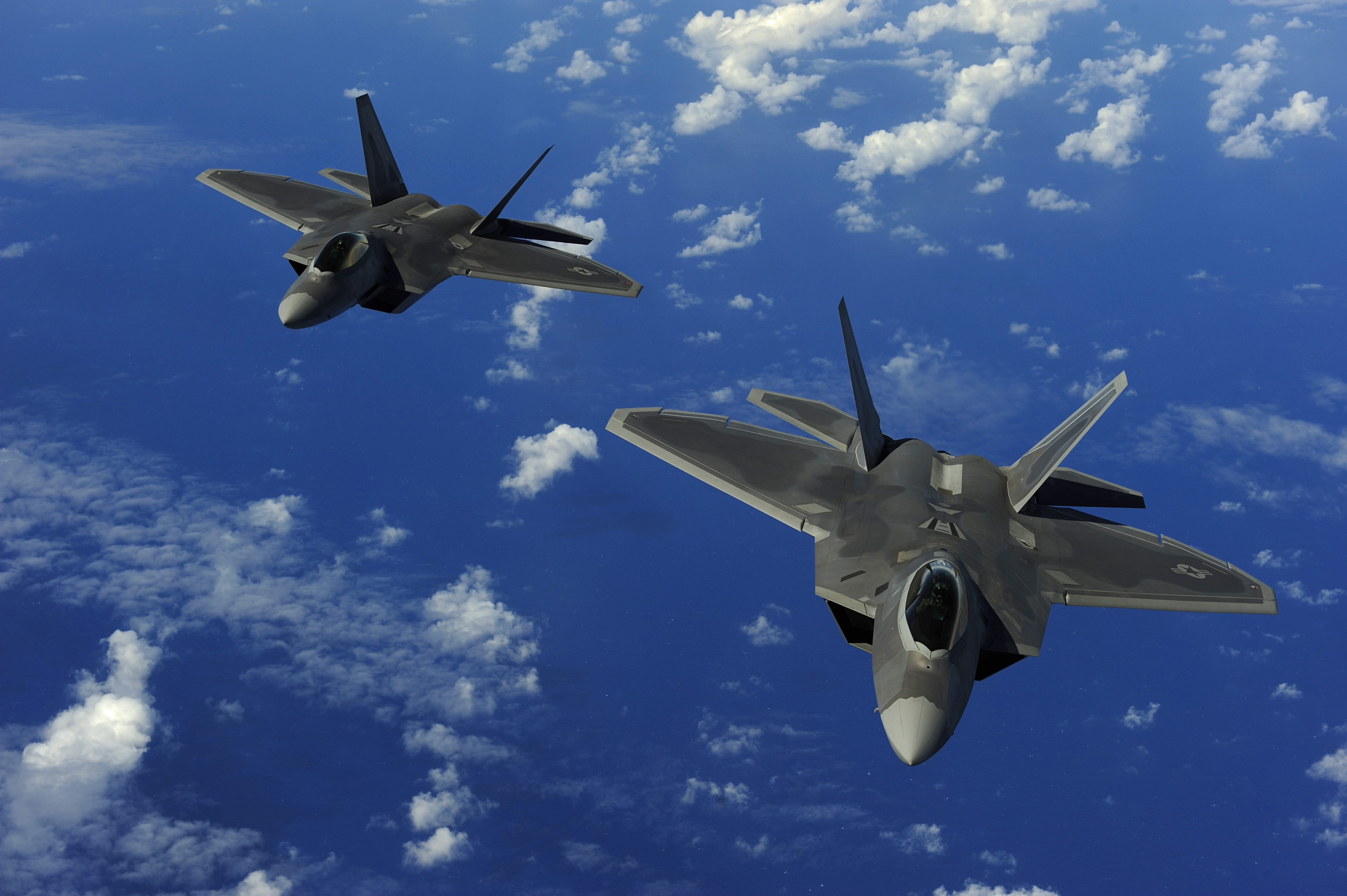
第90戰鬥機中隊部署於艾爾森空軍基地的F-22

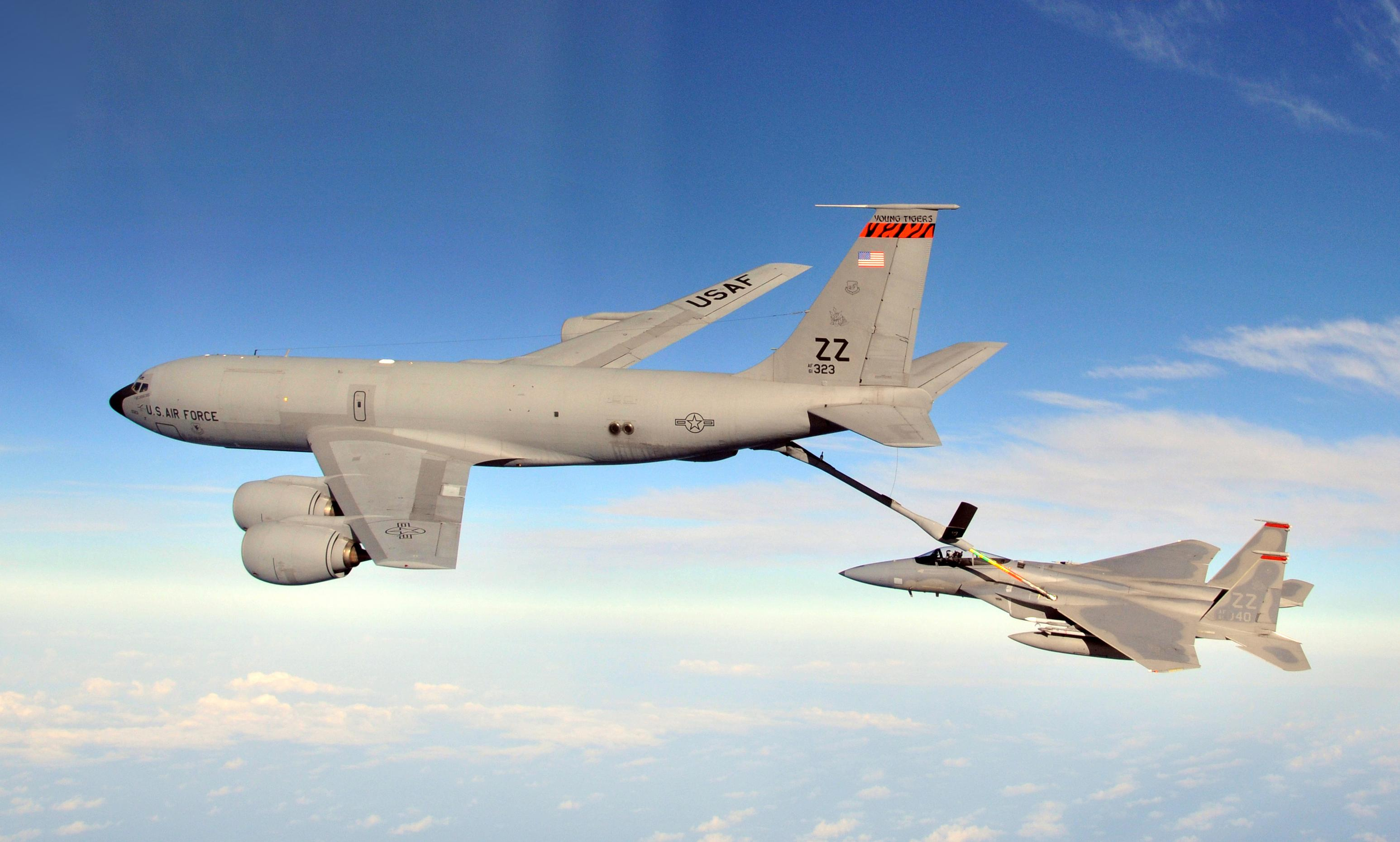
部屬於日本嘉手納空軍基地的美國空軍第18聯隊KC-135R正在為美國空軍第67戰鬥機中隊的F-15C執行空中加油

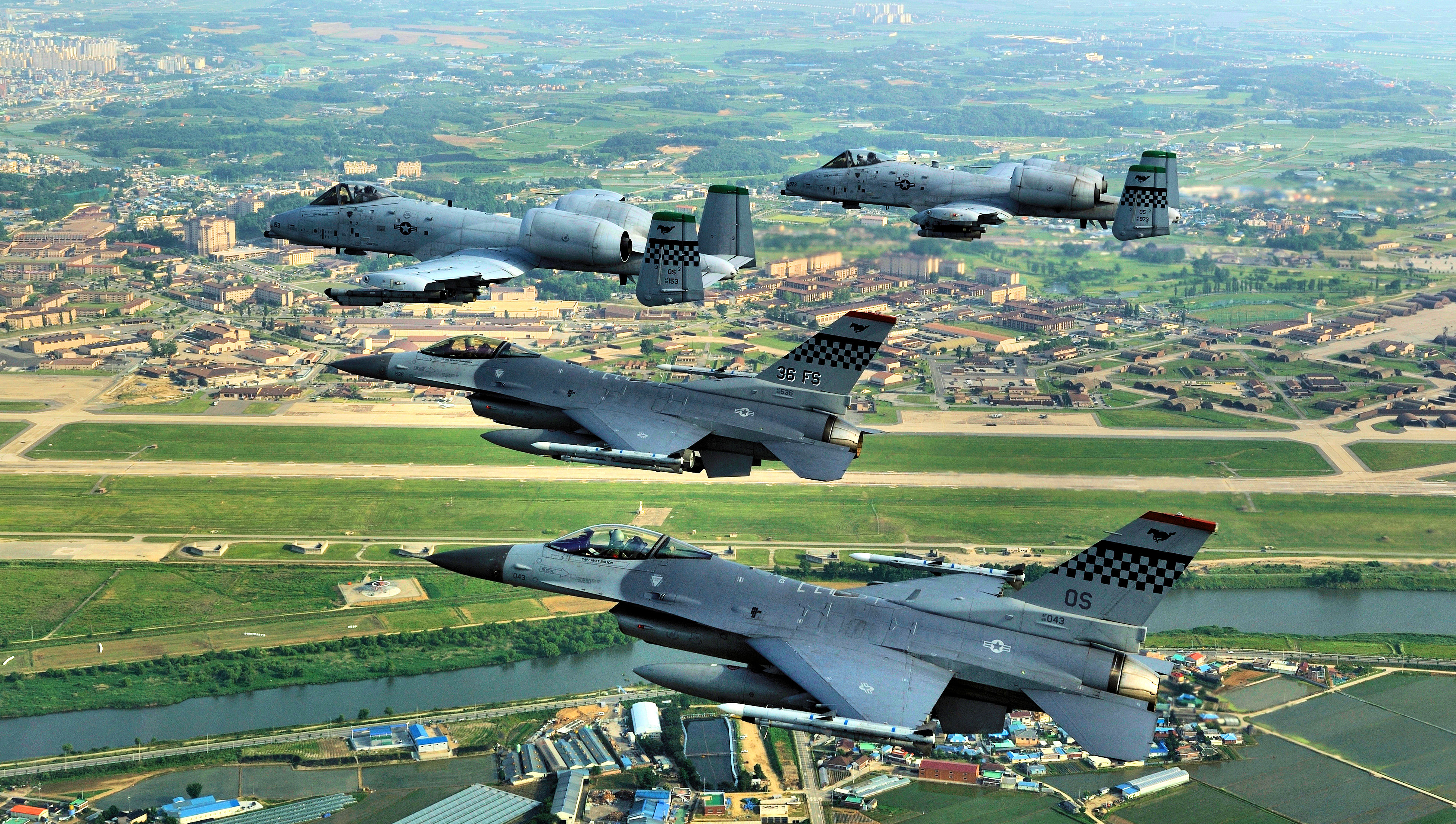
部屬於韓國烏山空軍基地的F-16C/D及A-10雷霆二式攻擊機

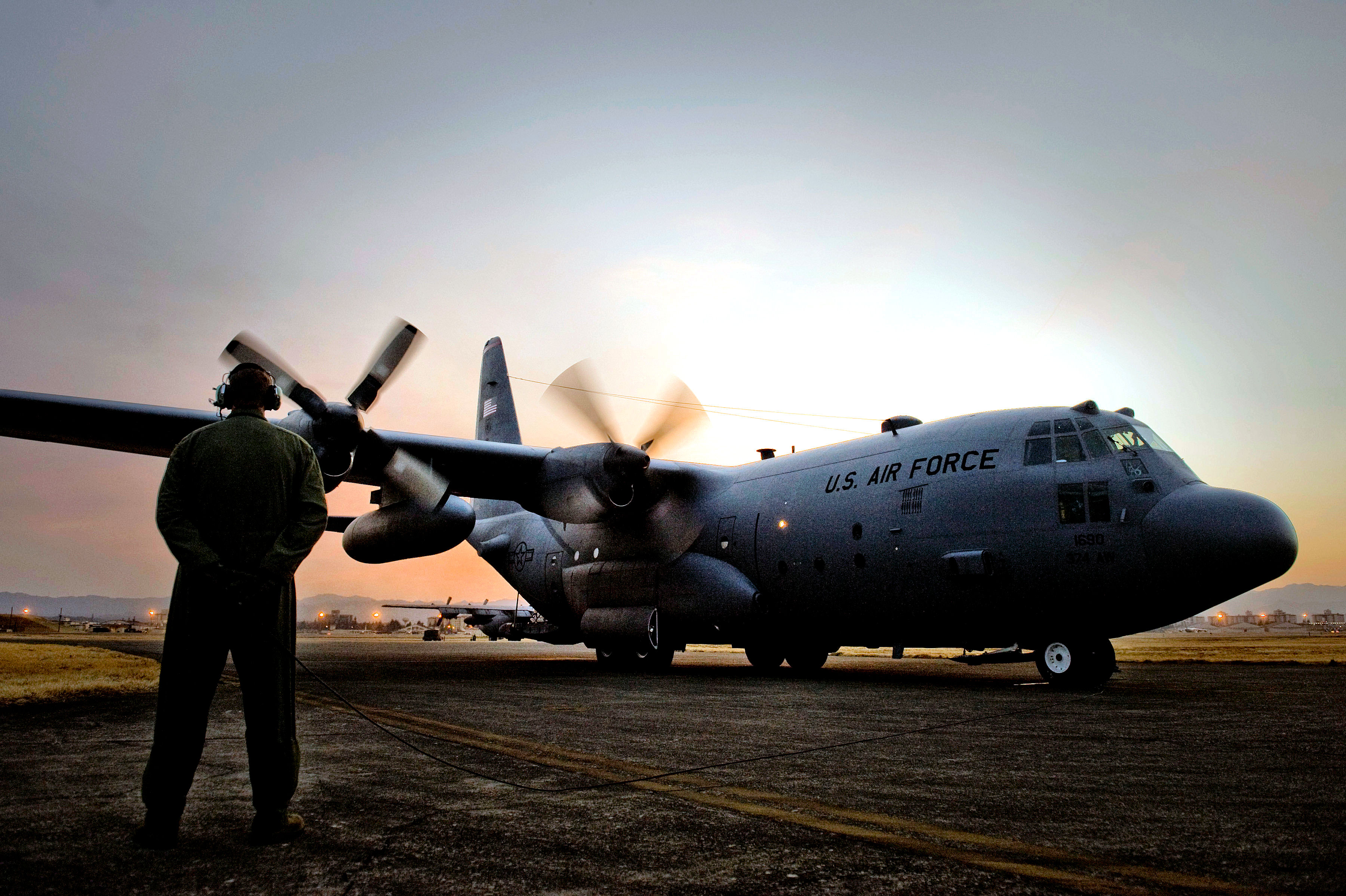
部署於橫田空軍基地內的C-130運輸機

## 主要部隊
- 第五航空軍：横田空軍基地（日本東京）。
  - 第18聯隊（英语：18th Wing）：嘉手納空軍基地（日本沖繩）。備有F-15C/D、KC-135R、E-3B/C、HH-60G（英语：Sikorsky HH-60G Pave Hawk）、HC-130P（英语：Lockheed MC-130）、RC-135V
  - 第35戰鬥機聯隊（英语：35th Fighter Wing）：三澤飛行場（日本青森）。備有F-16C/D
  - 第374空中運輸聯隊（英语：374th Airlift Wing）：横田空軍基地。備有C-130H/J、UH-1N、C-12
  - 第605空中作戰大隊（605th Air Operations Group）：横田空軍基地。
  - 第18航空遠征聯隊（18th Expeditionary Air Wing）：嘉手納空軍基地。備有E-8指揮機
- 第七航空軍：烏山空軍基地（韓國京畿道）
  - 第8戰鬥機聯隊（英语：8th Fighter Wing）：群山空軍基地（韓國全羅北道）。備有F-16
  - 第51戰鬥機聯隊（英语：51st Fighter Wing）：烏山空軍基地。備有F-16及A-10。
  - 第607空天作戰中心（607th Air and Space Operations Center）：烏山空軍基地
  - 第607空中支援大隊（607th Air Support Group）
  - 第607空中支援作戰大隊（607th Air Support Operations Group）
  - 第607支援大隊（607th Support Group）
- 第十一航空軍：埃爾門多夫空軍基地（英语：Joint Base Elmendorf-Richardson）（阿拉斯加州安克拉治）
  - 第3聯隊（英语：3rd Wing）：埃爾門多夫空軍基地（阿拉斯加州安克拉治）。航空混成團，備有F-22A、E-3、C-17、C-12F
  - 第354戰鬥機聯隊（英语：354th Fighter Wing）：艾爾森空軍基地（阿拉斯加州安克拉治）。備有OA-10、F-16及F-35A
  - 第36聯隊（英语：36th Wing）：安德森空軍基地（關島）
  - 第673空軍基地聯隊（673d Air Base Wing）：埃爾門多夫空軍基地
  - 第611空天作戰中心（英语：Air and Space Operations Center）（611th Air and Space Operations Center）：埃爾門多夫空軍基地
  - 第611空中支援大隊（611th Air Support Group）：埃爾門多夫空軍基地
  - 太平洋空軍地區支援中心（Pacific Air Forces Regional Support Center）
- 第十三航空軍：珍珠港-希卡姆聯合基地（夏威夷州檀香山）
  - 第15空中運輸聯隊（英语：15th Airlift Wing）：珍珠港-希卡姆聯合基地。備有C-40、C-37（英语：Gulfstream V）、F-22
  - 第613空天作戰中心（613th Air and Space Operations Center）
  - 第613支援大隊（613th Support Group）

## 历史

### 遠東空軍時期
不要与Far East Air Force (United States)混淆。这是1941年10月28日-1942年2月5日驻菲律宾与荷属东印度的美国陆军航空兵部队
1944年6月15日，美国第十三航空队编入了西南太平洋战区的盟軍中。幾乎在同一時間，George Kenney中将在他的原第五航空队司令部基础上创建了远东空军（Far East Air Forces，FEAF），同时前进指挥所（Advanced Echelon）成为第五航空队的新司令部。1944年8月3日，远东空军正式在澳大利亚布里斯班开始战斗值班。1944年10月，澳大利亚空军以澳大利亚第一战术航空队名义编入远东空军。 随着麦克阿瑟掌握太平洋地区全部美军的指挥权，1945年7月14日，美国第十三航空队编入了远东空军。而远东空军則隶属于远东美军。
二战结束时，远东空军部署于东至夏威夷，西至印度，北至日本，南至澳大利亚的广阔战区的数百条岛屿跑道与中国、缅甸等机场。为适应和平时期重新部署，1945年12月6日远东空军改称美国陆军太平洋航空司令部（Pacific Air Command, United States Army，PACUSA）。部署调整为：
- 第五航空队：總部在日本東京。负责占领日本本土与朝鲜半岛南部。
- 第七航空队：總部在夏威夷希卡姆机场，部署于中太平洋地區的島嶼。
- 第八航空队：總部在日本冲绳县嘉手纳空军基地，负责琉球群岛以及硫磺岛。
- 第十三航空队：總部在菲律宾克拉克空军基地。负责菲律宾、新几内亚、所罗门群岛。
- 第二十航空队：總部在關島Harmon空军基地（英语：Harmon Air Force Base）。负责西太平洋地区战略威慑.

太平洋空军管理并指挥战区内所有的陆军航空兵。
1945年11月，第509混成航空大队离开了提尼安岛北机场，部署到新墨西哥罗斯威尔陆军航空兵机场，把原子弹投送轰炸能力由远东转移到美国本土。不久，1946年6月7日第八航空队转隶新成立的美国战略空军司令部。
1946-1950年间，远东空军的任务是占领日本、对抗弱小的苏联远东航空力量、在西太平洋试验场进行大量原子弹爆炸试验。陆航意欲证明核武及战略轰炸将是第三次世界大战的制胜武器，只有空军远程轰炸机能作有效原子打击；而海军则欲阻止陆航垄断核武投射权力，并引证水面军舰能够有效抵御核爆。 

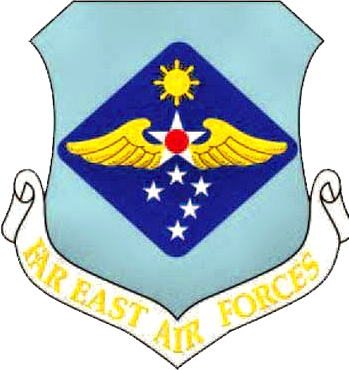
FEAF Emblem, 1954

随着美国空军作为一支独立军种的创建，1947年1月1日太平洋陆航改称为远东空军（Far East Air Forces，FEAF）。同时，夏威夷的第7航空队撤销。

### 朝鲜战争時期
1950年6月25日朝鲜战争爆发，1950年6月27日，美國總統杜鲁门命令美军参战。远东空军在乔治·斯特拉特迈耶中将指挥下立即参战，开始对北朝鲜展开地毯式轰炸。

#### 1950年6月战斗序列
战争之初的力量
| - 第五航空队 (日本) 福岡市板付基地 8th Fighter Wing(F-80, F-82) 狹山市入間基地 3rd Wing(B-26轰炸机) Nagoya Air Base, Honshu 347th Fighter All Weather Wing/Group (inactivated 24 June 1950) 立川市立川飛行場 374th Troop Carrier Wing/Group (C-54) 多摩地域橫田飛行場 35th Fighter-Interceptor Wing/Group (F-80, RF-80, F-82) 三澤市三澤飛行場 49th Fighter-Bomber Wing/Group (F-80) | - 第20航空队 (Okinawa and the Marianas) 沖繩縣那霸空軍基地 51st Fighter-Interceptor Wing/Group (F-80, F-82) 沖繩縣嘉手納空軍基地 31st Photo Reconnaissance Squadron, VLR** (RB-29) Andersen Air Force Base, Guam 19th Bombardment Wing/Group (B-29) - 第十三航空队 (菲律宾) 克拉克空军基地, Luzon 18th Fighter-Bomber Wing/Group (F-80) 21st Troop Carrier Squadron (C-54) 6204th Photo Mapping Flight (RB-17) |

### 冷战時期

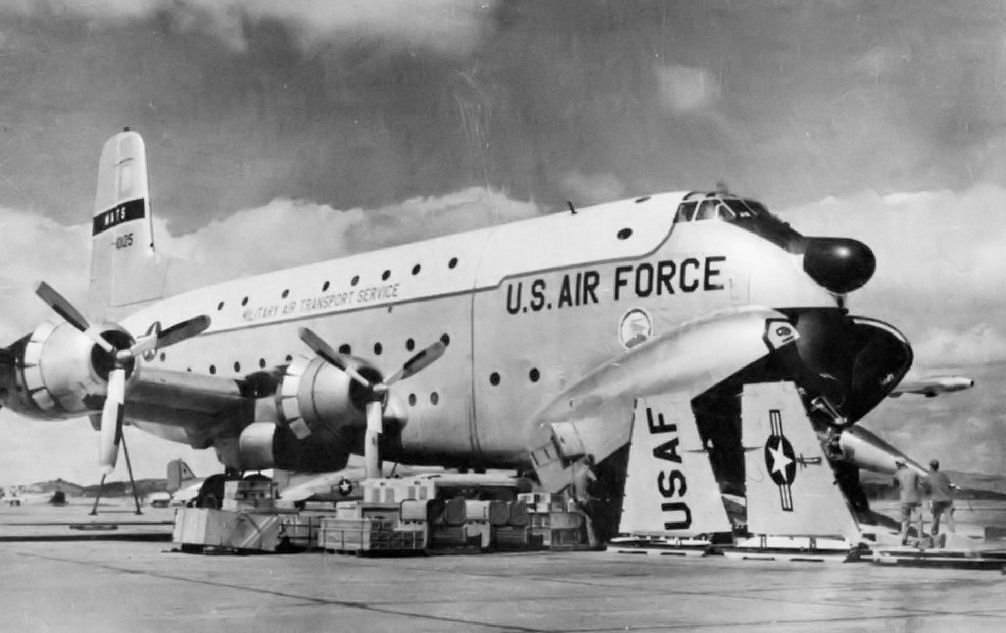
C-124在加州准备装载F-104运往台湾, 1958年.

朝鲜戰爭停战后，远东空军在日本与韩国的力量逐渐衰减。1955年3月1日，第20航空队撤销。
1954年7月1日，在夏威夷成立太平洋空军（Pacific Air Force，PACAF），並隶属于远东空军。1956年7月1日改称太平洋空军/远东空军后方（Pacific Air Force/FEAF(Rear)）。1957年7月1日，远东空军正式撤到夏威夷改称太平洋空军（Pacific Air Forces，PACAF）。
五十年代中期的两次台湾海峡危机牵累了太平洋空军极大精力。1955年解放军三军联合作战夺取一江山岛后，美国远东海军与太平洋空军出动重兵掩护大陈岛撤退；同时美国为了维护台湾海峡军事平衡，通过了福尔摩萨决议案，许诺在解放军进攻马祖岛或金门岛时，将用原子弹轰炸中国大陆主要城市。1958年台海危机高潮中，太平洋空军出动F-104C进驻清泉岗空军基地以确保台湾海峡上空的制空权。1960年美国总统大选中，是否应该确保马祖岛或金门岛不被共军夺取而不惜为此与中国、苏联展开同归于尽的核大战成为激烈交锋的政治议题。共和党总统竞选人理查德·尼克松指控John F. Kennedy不愿承诺为了这两个亚洲大陆沿岸几公里内的国民党人（Nationalist）占据的前沿小岛在被共产党进攻时使用美国的核武器。为此，肯尼迪在就职演说中宣布要为冷战前沿的盟友们承担无底线的义务：“我们将付出任何代价，忍受任何重负，应付任何艰辛，支持任何朋友，反对任何敌人，以确保自由的存在与实现。这是我们矢志不移的事...”，带领美国义无反顾地走向了越南战争。
1960年，太平洋空军維持約35個中隊的备战威慑力量，部署在6个国家的10个空军基地。
1966年2月8日，美國空軍第327航空師在台灣重新編成。新的327航空師是由1955年在台灣創立的第13臨時航空特遣隊（Air Task Force 13 (Provisional)）改編而成，構成了美國空軍在台部隊的主體。

### 越南战争

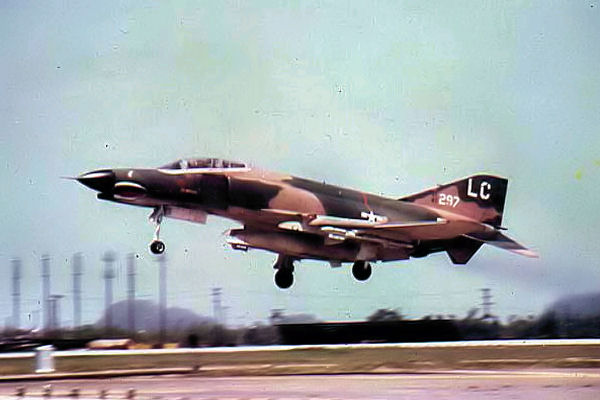
在岘港的第421战术战斗机中队的F-4E

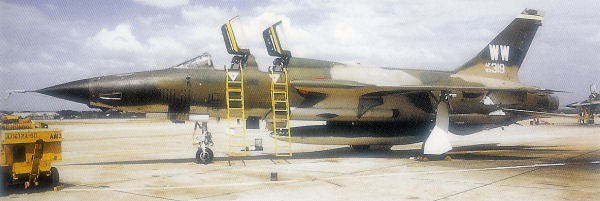
在泰国的第561战术战斗机中队的F-105F/G-1-RE

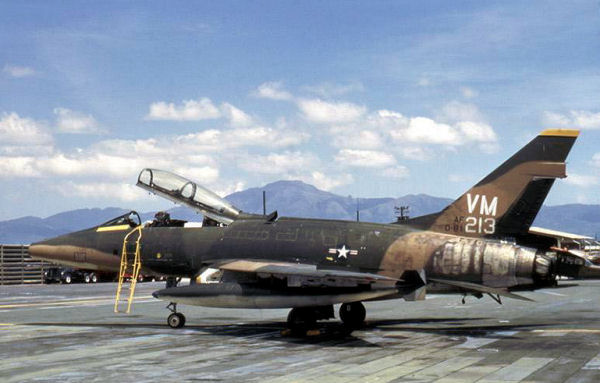
1971年在藩朗的第352战术战斗机中队的F-100F-20-NA352d

1960年代初期，随着肯尼迪发动在南越的特种战争，太平洋空军司令部开始调整部署与编制，并協助武装西贡政权空军。1964年东京湾事件，美国借此正式派遣美國陆海军全面参加南越战事，并对北越的城市与交通動线展开地毯式战略轰炸。战术空军司令部指挥战斗机中队进驻南越的岘港、藩朗、泰国的呵叻、北榄坡等空军基地。
美国从本土调集大量的战术空军部隊，部属于菲律宾、日本、台湾、韩国等地，以轮战方式进驻南越与泰国前沿部署。
1962年，太平洋空军司令部组建了第二航空师，作为在南越的空军指挥机构。随着战事不断扩大深化，1966年4月1日组建了美国第七航空队负责南越的空军指挥任务。
1968年越战高潮时，太平洋空军的部队如下：
- 日本(第五航空队)
- 南韩 (第五航空队)
- 菲律宾 (第13航空队)
- 台湾 (第13航空队)
- 南越 (第7航空队)
- 泰国(第7/13航空队)

1970年，尼克松总统开始實行越南战争越南化，即出钱出枪让越南人打越南人，美国不再秉持肯尼迪“付出任何代价，忍受任何重负，应付任何艰辛，支持任何朋友，反对任何敌人”的无限无条件支持任何盟友的立场。太平洋空军司令部在越南的参战规模日益收缩。1970年，在泰国成立了第7/13航空队联合司令部（joint Seventh/Thirteenth Air Force headquarters ），直接对太平洋空军司令部报告，1973年2月，太平洋空軍完全撤出越南。一直到1976年从东南亚撤出为止。
1973年8月15日空袭柬埔寨，是太平洋空军司令部在越南战争的最后一个篇章。

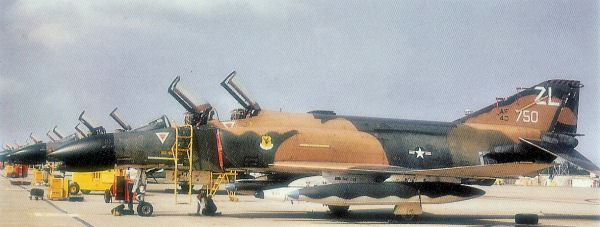
美國空軍第18聯隊美國空軍第44戰鬥機中隊派駐台灣台中清泉崗基地的F-4C戰鬥機，主要任務為加強台灣的空防能力，攝於1973年10月2日

1973年11月14日，美國太平洋空軍宣布從台灣撤出第374戰術空運聯隊的C-130運輸機共65架及3000名飛行員與地勤。
1974年6月時，美國在東亞地區的軍事力量由越戰時期的86萬多人驟減為16.4萬人（分別為：日本5.8萬、南韓4.0萬、台灣0.6萬、泰國3.1萬、菲律賓1.7萬、海上2萬）
1975年4月10日，駐台灣清泉崗基地的美國空軍第18聯隊的44戰機中隊總共24架的F-4幽靈II戰鬥機和450名地勤人員，分別撤往菲律賓克拉克空軍基地（Clark AB）及沖繩嘉手納基地（Kadena AFB)。
1975年5月31日，美國太平洋空軍從台灣台中清泉崗空軍基地撤出最後一支戰鬥機部隊：美國空軍第18聯隊 67戰機中隊共18架F-4D戰鬥機撤回沖繩嘉手納基地（Kadena AFB)。
1976年太平洋空军在泰国的军事基地全部移交给泰军。1979年，由于中美建交，太平洋空军司令部被迫撤出在台湾清泉岗空军基地及台南基地的核轰炸与战术空军部队。

### 冷战后期
2022年3月，美国太平洋空军司令Kenneth S. Wilsbach上将首先透露美军F-35战机已经接近過中国人民解放军的歼-20隱身战机，他同时说歼-20和空警-500相关的指挥和控制给他留下了深刻的印象。